# Harald Fuess
Harald Fuess ist ein deutscher Ostasienwissenschaftler und Hochschullehrer der Ruprecht-Karls-Universität Heidelberg. Seit 2009 besetzt er den Lehrstuhl für Kultur- und Wirtschaftsgeschichte des Exzellenzclusters „Asia and Europe in a Global Context“ der Universität Heidelberg. Seit 2019 ist er Direktor des Heidelberg Centre for Transcultural Studies (HCTS), Direktor des Heidelberg Centre for Asian and Transcultural Studies (CATS) und der Heidelberger Graduiertenschule für Geistes- und Sozialwissenschaften (HGGS).

## Leben und Wirken
Fuess wuchs in Frankreich und Deutschland auf und studierte an der Princeton University (B.A.) und an der Harvard University (M.A., Ph.D). Seine Doktorväter waren Albert Craig und Harold Bolitho. Er lebte fast zwei Jahrzehnte in Japan und wurde für die Amtsperiode von 2008 bis 2011 zum Präsidenten der European Association for Japanese Studies (EAJS) gewählt, der er bereits seit 2000 als Mitglied des geschäftsführenden Vorstandes angehörte.
Fuess ist seit Sommer 2009 Professor für Kultur- und Wirtschaftsgeschichte am Exzellenzcluster „Asien und Europa im globalen Kontext“ der Universität Heidelberg, Koordinator des Arbeitskreises Korea der Universität Heidelberg und lehrt am Zentrum für Ostasienwissenschaften und am Historischen Seminar der Universität Heidelberg. Er ist auch Top Global University Projekt Professor an der Kyoto University und Director des gemeinsamen Joint Degree in Transcultural Studies zwischen der Universität Heidelberg und der Kyoto University. Fuess ist auch Mitglied des Internationalen Beirats der Universität Tōhoku in Sendai. Bevor er den Ruf nach Heidelberg annahm, lehrte er moderne japanische Geschichte an der University of Sheffield in Großbritannien und war Professor an der Sophia University in Japan.
In seinen Publikationen befasst er sich mit der Geschichte Japans, Geschlechterfragen, Konsum, kulturellen/ökonomischen Beziehungen und kulturellen Austauschprozessen in Eurasien.

## Forschungsbereiche
Fuess befasst sich in seiner Forschungsarbeit mit der wirtschaftlichen und sozialen Geschichte Europas, Ostasiens, und im Speziellen Japans im globalen Kontext. Er untersucht die Auswirkungen des westlichen industriellen und kaufmännischen Kapitalismus auf ostasiatische Volkswirtschaften und Kulturen während des 19. Jahrhunderts. Seine Fallstudien erforschen und vertiefen Themen wie Waffenhandel, Vertragshafengesellschaften, konsularische Gerichtsbarkeit, internationale Epidemien, diplomatische Streitigkeiten über Marken, die Rolle der mehrsprachigen Presse, multinationale Wirtschaftsgeschichten und transkulturelle Fusionen der Verbraucherkulturen.

## Veröffentlichungen (Auswahl)
- »Kommt auf keinen Fall nach Kyōto«: Von Touristenschwemme zu Touristenmangel in Japan. 2011–2020. In: Japan Jahrbuch 2020, S. 158–189.
- Unequal Treaties, Consular Jurisdiction, and Treaty Port Society. In: Sven Saaler, Christopher Szpilman (Hrsg.) Handbook of Modern Japanese History. Routledge, 2017.
- Das Ringen um Staatliche Souveränität und das Wirtschaftsrecht des Stärkeren: Europa und der Markenschutz in Japan und Ostasien, 1884–1923. Special Issue ZJapanR/J.Japan.L., 2016.
- Does Taste Matter in History? Making Sense of the History of the Senses in How to Learn? Nippon/Japan as Object, Nippon/Japan as Method edited by Christopher Craig, Enrico Fongaro and Akihiro Okazaki (Mimesis International 2016), S. 199–215.
- E. Meyer & Co. at the Eastern Frontiers of Capitalism: The Leading Western Merchant House in Korea, 1884–1914. In: Journal of Business History. Band 62, Nummer 1, 2016, S. 3–30.
- Informal Imperialism and the 1879 Hesperia Incident, Containing Cholera and Challenging Extraterritoriality in Japan. In: Japan Review. Band 27, 2014, S. 103–140.
- Adultery and Gender Equality, 1868–1945. In: Susan Burns, Barbara Brooks (Hrsg.): Gender and Law in the Japanese Imperium. University of Hawai`i Press, 2014, S. 109–135.
- Selbstregulierung einer Fremdenkolonie: Deutsche Konsulargerichtsbarkeit in Japan und Korea. In: ZJapanR / J.Japan.L. Band 36, 2013, S. 53–93.
- 明治期の結婚と離婚. 異文化社会的視点で見た近代社会の遷移 [Marriage and Divorce in Meiji Japan. The Transition to Modern Society as Seen from a Different Socio-Cultural Perspective]. In: Satomi Kurosu (Hrsg.): 歴史人口学からみた結婚・離婚・再婚 [Marriage, Divorce, and Remarriage as Seen from Historical Demography]  Reitaku University Press, 2012, S. 157–189.
- International Trade in East Asia, 1650-2000 and Foreign Investments in East Asia, 1850–2000. In Peter Stearns (Hrsg.): Oxford Encyclopedia of the Modern World: 1750 to the Present. Oxford University Press, 2008.
- Ehebruch als Verbrechen: Der Europäische Beitrag zur Frauendiskriminierung in Japan. In ZJapanR/J.Japan.L. 24 (Winter), S. 107–136, 2007.
- Investment, Importation, and Innovation: Genesis and Growth of Beer Corporations in Pre-war Japan. In Janet Hunter und Cornelia Storz (Hrsg.): Institutional and Technological Change in Japan's Economy: Past and Present. London: Routledge, 2005, S. 43–59.
- Men in the Women's Kingdom: Fatherhood in Taishô Japan. In Gail Lee Bernstein, Andrew Gordon, und Kate Nakai (Hrsg.) Public Spheres, Private Lives in Modern Japan 1600-1950. Cambridge: Harvard University Press, 2005, S. 259–292.
- Deutsche Jesuiten in Japan. In Japanstudien 17, 2005, S. 83–108.
- Der Aufbau der Bierindustrie in Japan während der Meiji-Zeit: Konsum, Kapital und Kompetenz. In Bochumer Jahrbuch für Ostasienforschung 27, 2003, S. 231–267.
- Home, School and the Middle Class: Paternal Narratives of Child Rearing in Fujin no tomo, 1908–1926. In Ulrike Wöhr, Barbara Sato und Suzuki Sadami (Hrsg.): Gender and Modernity: Rereading Japanese Women's Magazines. Kyoto: The International Research Center for Japanese Studies, 2000, S. 69–83.
- Als Japan die Welt anführte. 'Das Land der schnellen Eheschließung und der schnellen Scheidung' 1870–1940. In Nachrichten der Ostasiatischen Gesellschaft 171/172, 1999, S. 75–92.
- Zwischen Strenge und Liebe – Das Vaterbild im Japan des frühen 20. Jahrhunderts. In Werner Schaumann (Hrsg.): Japans Kultur der Reformen. Tokyo: OAG, 1999, S. 173–192.
- Overview. In Harald Fuess (Hrsg.): The Japanese Empire and Its Postwar Legacy. München: Iudicium, 1998, S. 11–13.
- Neue Väter braucht das Land. Die Krise der Männlichkeit im Japan der 1990er Jahre. In Japanstudien 10, 1998, S. 405–413.
- mit Hendrik Meyer-Ohle: Konsum und Dienstleistung im Japan der 1990er Jahre – Einleitung. In Japanstudien 9, 1997, S. 15–23.
- Die japanische BGB-Reformkontroverse (1996): Japanische Identität und die Rolle der Frau. In Japanstudien 9, 1997, S. 255–286.
- A Golden Age of Fatherhood? Parent-Child Relations in Japanese Historiography. In Monumenta Nipponica 52 (3), 1997, S. 381–397.

Bücher
- The Meiji Restoration: Japan as a Global Nation. Cambridge: Cambridge University Press, 2020.
- Divorce in Japan: Family, Gender and the State. Stanford: Stanford University Press, 2004.
- The Japanese Empire and Its Postwar Legacy. Munich: Iudicium, 1998.

## Belege
1. ↑  https://eajs.eu/?id=276&L=1&tx_felogin_pi1
2. ↑  https://www.zo.uni-heidelberg.de/japanologie/institut/mitarbeiter/index.html
3. ↑  https://www.uni-heidelberg.de/fakultaeten/philosophie/zegk/histsem/mitglieder/mitglieder.html
4. ↑  https://www.asia-europe.uni-heidelberg.de/en/people/person/persdetail/fuess.html

| Personendaten    | Personendaten                                         |
| ---------------- | ----------------------------------------------------- |
| NAME             | Fuess, Harald                                         |
| KURZBESCHREIBUNG | deutscher Ostasienwissenschaftler und Hochschullehrer |
| GEBURTSDATUM     | 20. Jahrhundert                                       |